# Brow Point
Der Brow Point (englisch für Brauenspitze) ist eine Landspitze an der Nordküste von Südgeorgien. Sie liegt begrenzt westlich die Einfahrt zum Blue Whale Harbour.
Der deskriptive Name der Landspitze ist erstmals in einer Landkarte der britischen Admiralität aus dem Jahr 1938 enthalten, die auf den Vermessungen aus dem Jahr 1930 im Rahmen der Discovery Investigations basiert.